# Ulice Ankh-Morporku
Ulice Ankh-Morporku (anglicky The Streets of Ankh-Morpork) je první ze série čtyř map Zeměplochy. Namalována byla Stephenem Briggsem za vydatné podpory Terryho Pratchetta, který také napsal komentář. Do češtiny ji v roce 1996 přeložil Jan Kantůrek.